# ファクンド・キロガ
ファクンド・キロガ（Facundo Hernán Quiroga, 1978年1月10日 - ）は、アルゼンチン・サン・ルイス出身の元同国代表サッカー選手。ポジションはディフェンダー。

## 経歴
1997年にニューウェルズ・オールドボーイズでデビューした。1998年にポルトガルのスポルティングCPに移籍すると、イタリアのナポリにレンタル移籍した期間も含めて6シーズン在籍した。リスボンでは、ニューウェルズ時代の同僚であるアルド・ドゥシェルと共にプレーした。ナポリでは、スポルティング時代の同僚であるルイス・ビジガウと共にプレーした。
2004年、ドイツのVfLヴォルフスブルクに移籍した。この頃のヴォルフスブルクは、オスカル・アウマダやアンドレス・ダレッサンドロなどアルゼンチン人選手を多く獲得していた。3シーズンの間レギュラーとしてプレーしたが、最後のシーズンは12試合の出場だった。2008年、CAリーベル・プレートに移籍した。2009年4月、靭帯を損傷して全治約6ヶ月の大怪我を負った。
アルゼンチン代表としては16試合に出場した。2004年のコパ・アメリカでは準優勝した。

## タイトル
CAリーベル・プレート
- アルゼンチン・プリメーラ・ディビシオン : 2007-08C